# Personaggi de I Cavalieri dello zodiaco - Episode G
Questa pagina contiene un elenco dei personaggi del manga I Cavalieri dello zodiaco - Episode G (sia i numeri regolari che lo speciale "Volume 0"), scritto e disegnato da Megumu Okada dal 2002, pubblicato in Giappone dall'Akita Shoten e in Italia dalla Panini Comics. Nella pagina non sono compresi i personaggi che sono unicamente citati e appaiono nei flashback come Zeus, Apollo o Urano.

## Cavalieri di Atena
I Cavalieri di Atena (女神アテナおよび聖闘士?, Athena no Saint, lett. Sacri Guerrieri di Atena) sono un gruppo di ottantotto guerrieri fedeli alla dea Atena che indossano armature rappresentanti altrettante costellazioni e combattono utilizzando l'energia spirituale presente in ogni essere vivente chiamata cosmo.
Si dividono in tre gruppi in base alla potenza del loro Cosmo e dei materiali delle loro armature: Cavalieri d'Oro (黄金聖闘士?, Gold Saint, lett. Sacri Guerrieri d'Oro), Cavalieri d'Argento (白銀聖闘士?,  Silver Saint, lett. Sacri Guerrieri d'Argento) e Cavalieri di Bronzo (青銅聖闘士?, Bronze Saint, lett. Sacri Guerrieri di Bronzo)

### Cavalieri d'Oro
I personaggi dei Cavalieri d'Oro sono gli stessi che appaiono nel manga originale disegnato nel 1986 da Masami Kurumada e nell'anime da esso tratto, oltre a essere il gruppo protagonista delle vicende. Ognuno di essi indossa un'armatura dorata ispirata a una delle dodici costellazioni zodiacali ed è in grado di utilizzare l'energia spirituale (il Cosmo) per raggiungere la velocità della luce.
Aiolia del Leone (獅子座のアイオリア?, Reo no Aioria)
Voce: Hiro Shimono
Protagonista della vicenda narrata in Episode G e futuro senpai di Seiya di Pegaso. Rispetto alla sua controparte classica appare più impulsivo e inesperto. Considerato dai Titani come "l'uomo del malaugurio" (l'unico in grado di distruggere i sigilli che intrappolano Crono), Aiolia si trova costretto non solo a combattere contro i nemici divini, ma anche contro la diffidenza dei suoi parigrado in quanto "fratello di un traditore". Il suo avversario principale nel corso della storia è Iperione il Nero, con cui sviluppa anche una sorta di rispetto reciproco, malgrado la differenza di vedute. I suoi poteri si basano sul fulmine e accanto agli attacchi Ligthing Bolt e Ligthining Plasma (già visti nella serie classica) mostra le tecniche Lighting Fang e Photon Burst. Come nel manga classico, Aiolia ha i capelli biondo oro, sebbene inizialmente li tinga di rosso, per nascondere la sua somiglianza con il fratello.
Saga dei Gemelli (双子座のサガ?, Gemini no Saga)
Antagonista della serie classica e figura centrale della storia di Episode G, Saga è il Cavaliere d'oro dei Gemelli minato da doppia personalità che ha preso il posto del Grande Sacerdote e cercato di uccidere la reincarnazione di Atena per fare ricadere la colpa su Aiolos che fuggì con la dea appena rinata nel corpo di una bambina umana. Apparentemente alleato segreto di Crono (e di Ponto), Saga persegue in realtà un proprio piano personale per conquistare la Terra e guidare gli umani contro gli dei. Riesce a tenere segreti i suoi propositi agli dei grazie a un elmo che impedisce ad altri di spiare nel suo animo. Dispone degli attacchi Galaxian Explosion, Another Dimension e Illusione Diabolica.
In omaggio alla sua controparte animata, dal volume 6 (12 dell'edizione italiana) Saga appare con dei paramenti sacerdotali comprendenti un elmo rosso e in un'occasione fa riferimento al volere diventare come il dio Ares per conseguire i suoi scopi.
Shaka della Vergine (乙女座のシャカ?, Barugo no Shaka)
Cavaliere del segno della Vergine di religione buddista (a cui i nomi dei i suoi attacchi fanno sempre riferimento), è solito tenere gli occhi chiusi per accumulare il Cosmo privandosi di un senso e per i suoi poteri è chiamato "L'uomo più vicino agli dei". Ha i capelli biondi e lunghi, e un bindi al centro della fronte. Riconosce il potenziale di Aiolia, ma preferisce prima vedere come maturerà prima di esprimere un giudizio nei suoi confronti. Il Cavaliere del Leone (per contro) lo considera arrogante, per il suo fare distaccato. I loro rapporti cominciano a mutare quando ad Aiolia viene assegnato il compito di proteggere il parigrado poiché Shaka grazie ai suoi poteri è l'unico che può contenere l'influenza del Cosmo dei Titani sulla Terra e impedire il risveglio dei mostri mitologici, utilizzando tutto il suo potere per combattere il Titano Ceo, considerato il miglior sicario di Crono. Per ringraziarlo Shaka protegge quindi il giovane da due Giganti al seguito del Titano ed esprime il desiderio che lui e Aiolia possano un giorno essere amici, e (una volta trasportato nel Tartaro da Mur) non si tirerà indietro dall'aiutare il Cavaliere del Leone contro Giapeto e Temi, e di affrontare (e sconfiggere) il gigante Belva D'Ambra.
Dalla serie classica vengono ripresi solo due attacchi (la Sottomissione dei demoni e i Sacri anelli celesti danzanti) e la barriera difensiva evocata con la sillaba Kahn.
Camus dell'Acquario (水瓶座のカミュ?, Akueriasu no Kamyu)
Voce: Hikaru Midorikawa
Personaggio dal carattere freddo, ma anche generoso (protegge chiunque abbia bisogno d'aiuto, sia che si tratti dei soldati del Santuario che del popolo dei Titani) Camus possiede poteri legati al congelamento: difatti può congelare qualsiasi cosa, fino a raggiungere lo zero assoluto, e comprendono vari attacchi come il Koliso (errata romanizzazione della parola russa Koltso, ossia anello), la Daimond Dust, l' Aurora Execution e il Freezing Coffin.
Durante la storia Camus si scontra con il Titano Oceano, riuscendo a congelarne l'armatura e successivamente si reca nel Tartaro con l'aiuto di Mur (avendo egli stesso congelato il portale che collega Tartaro e Terra) per aiutare il Cavaliere del Leone a liberare Lythos, scontrandosi prima contro una salamandra evocata da Rea, e poi con il gigante Margarites Draco, che abbatte insieme a Milo dello Scorpione, a cui è legato da una forte amicizia. Come per altri personaggi ha ripreso il colore di capelli blu tipico della versione animata, e non il rosso accesso del manga.
Milo dello Scorpione (蠍座のミロ?, Sukōpion no Miro)
Personaggio dal forte senso del dovere, Milo è un Cavaliere fedele al Santuario al punto di mettere le missioni che gli vengono affidate al di sopra dei propri desideri o simpatie personali. Inizialmente disprezza Aiolia sia per le sue maniere rudi che per la sua parentela con Aiolos, tuttavia in alcune vignette appare anche immaturo, come durante i suoi litigi con un Aiolia convalescente a cui si rivolge definendolo uno "Stupido gatto". Con il passare del tempo (specialmente dopo la battaglia di Milo contro l'eroe troiano Ettore, riportato in vita da Ponto) i rapporti tra i due mutano e diventano più stretti. Successivamente Milo viene teletrasportato nel Tartaro insieme da Mur insieme a Shura, Shaka, Aldebaran e Camus. Sarà proprio insieme a quest'ultimo (di cui è un amico molto stretto) che il Cavaliere dello Scorpione batterà Margeites Drakon, uno dei tre Giganti posti a protezione di Crono come sua guardia del corpo. Come nel manga classico, anche in Episode G Milo ha i capelli biondi (anziché blu scuro come nella serie animata) e attacca utilizzando il colpo Scarlett Needles, una serie di quindici punture che ricalcano le stelle della sua costellazione e il cui ultimo colpo (chiamato Antares come la stella principale dello Scorpione) è letale.
Aldebaran del Toro (牡牛座のアルデバラン?, Taurasu no Arudebaran)
Bonario Cavaliere del Toro con l'hobby di collezionare souvenir, Aldebaran ha un carattere altruistico e odia chi parla male alle spalle degli altri. È in buoni rapporti con Mur dell'Ariete, difatti si offre di accompagnare Aiolia in Jamir affinché possa riparare la sua armatura. Successivamente ritorna al Santuario per aiutare Shura e Aiolia contro i serpenti di terra (e successivamente l'Idra) evocati da Rea. Viene poi teletrasportato nel Tartaro dal Cavaliere dell'Ariete dove (insieme a Shura) sconfigge uno dei tre giganti protettori di Crono.
Rispetto ad altri Cavalieri d'Oro Aldebaran non mostra di possedere nuovi colpi a parte il suo Great Horn, e come nel manga classico, ha i capelli lunghi e biondi.
Shura del Capricorno (山羊座のシュラ?, Kapurikōn no Shura)
Cavaliere estremamente fedele al Santuario e ad Atena, Shura ha sempre nutrito dubbi sul tradimento di Aiolos, e per ciò viene (a inizio manga) assoggettato (seppur parzialmente) da Saga con la sua tecnica di controllo mentale, dopo avere esposto questi suoi dubbi al falso Sacerdote.
Successivamente si scontra in combattimento con numerosi soldati dei Titani, il Gigante Lama Cinerea e Crio nella regione di Gravena alle porte del Santuario. Viene poi inviato da Mur in aiuto di Aiolia nel Tartaro, dove porta a termine il suo scontro con il Titano Crio e successivamente aiuta Aldebaran contro il gigante Armatura di Giada. In combattimento si serve prevalentemente della tecnica Excalibur, seppur con diverse varianti.
 Nel seguito Episode G: Assassin Shura prende la decisione di abbandonare il Santuario su richiesta della divina civetta Kokuto, divenendo così un "assassino di assassini" noto come S, al fine di attirare l'attenzione della gilda dei senzavolto e attirando e dei Gladiator per fermarli.
Aiolos del Sagittario (射手座のアイオロス?, Sajitariasu no Aiorosu)
Fratello maggiore e maestro di Aiolia, nonché Cavaliere del Sagittario. Ammirato per il suo coraggio e la sua nobiltà d'animo, Aiolos abbandonò il Santuario dopo avere scoperto che Saga aveva ucciso il Grande Sacerdote e ne aveva preso il posto, per poi tentare di assassinare la bambina in cui la dea Atena si era appena reincarnata. Saga, fuggito con la piccola, diede ordine di fermarlo accusandolo di tradimento; Aiolos venne ferito gravemente durante un combattimento contro Shura, ma riuscì comunque a portare in salvo la piccola.
Protagonista assoluto del Volume 0, Aiolos è stato a suo malgrado il responsabile degli eventi che portarono alla sua fuga e alla sua morte, poiché fu proprio il fatto che riuscì a uccidere il dio egizio Apopi a permettere il ritorno sulla Terra del dio Ponto, principale antagonista della storia.
Il suo colpo segreto (apparso per la prima volta in questo manga) era l'Infinity Break.
Aphrodite dei Pesci (魚座のアフロディーテ?, Pisukesu no Afurodīte)
Distinguibile per i lunghi capelli azzurri (caratteristica presa dalla serie animata, poiché nel manga originale sono biondi) e il neo sotto l'occhio sinistro, Afrodite è un personaggio completamente privo di pietà nei confronti dei nemici. Caratterialmente narcisista (elemento ripreso dalla serie animata), parla spesso della bellezza e considera la vittoria come la beltà che più s'addice a un grande guerriero.
Viene inviato da Saga a erigere un tappeto di rose rosse velenose nel Tartaro per evitare che le truppe dei Titani possano invadere il Santuario, sconfiggendo il gigante Mazza Rubia e aiutando Aiolia a riprendere le forze. Gli attacchi di Afrodite si basano sull'uso di tre tipi di rose di colore diverso: la Royal Demon Rose (colore rosso), Pirañan Rose (nere) e Bloddy Rose (bianche). Può inoltre creare lunghi rovi di rose che può usare per attaccare i nemici, oppure per curare le persone ferite.
Death Mask del Cancro ((蟹座のデスマスク?, Kyansā no Desumasuku)
Uno dei pochi Cavalieri d'Oro a conoscenza della vera identità del Sacerdote, segue Saga perché pensa che il fondamento della giustizia debba essere la forza. Il suo nome significa maschera mortuaria e deriva dall'abitudine di tenere attaccate alle pareti della Casa che deve proteggere i volti delle sue vittime (anche accidentali), difatti non ha problemi a definirsi malvagio. I suoi poteri sono legati all'ammasso stellare Praesepe (Tse She Ke in cinese), considerato nella mitologia cinese l'ingresso per il mondo dei morti, e la sua tecnica è appunto l'Onda Infernale del Tse She Ke, con separa l'anima del nemico dal proprio corpo e che usa per uccidere il gigante Fiamma Azzurra.
Mur dell'Ariete (牡羊座のムウ?, Aries no Mū)
Allievo del Grande Sacerdote, Cavaliere del segno dell'Ariete Sion e unico riparatore di armature al mondo, Mur vive isolato nelle montagne del Jamir, al confine tra Cina e India. Ha un carattere fondamentalmente pacifista, ma non si tira indietro se c'è da combattere ed è dotato di poteri soprannaturali come il teletrasporto. Le sue tecniche sono lo Starlight Extinction, il Cristal Wall e lo Stardust Revolution. Curiosamente Okada ha scelto di usare per il personaggio il colore dei capelli della serie televisiva (violetto), invece che il biondo del manga di Kurumada. Appare per la prima volta quando Aiolia deve riparare la sua armatura dopo lo scontro con Iperione, e in tale occasione affronta il Titano Giapeto e l'Ecantonchiro evocato dal nemico. Successivamente userà i suoi poteri per teletrasportare Milo, Camus, Shaka, Shura e Aldebaran nel Tartaro in aiuto del Cavaliere del Leone.

Dohko giovane (di spalle) nella copertina di un volume del manga Episode G.

Doko della Bilancia (天秤座の童虎?, Libra no Dohko)
Maestro di uno dei protagonisti della serie classica (Shiryu del Dragone), Dohko (solitamente chiamato Vecchio Maestro, in giapponese Roshi) è uno dei due Cavalieri sopravvissuti alla Guerra Sacra contro Ade combattuta due secoli e mezzo prima, nonché guardiano del sigillo che imprigiona l'armata del re degli inferi e non può quindi lasciare il suo posto. In Episode G appare la prima volta nel capitolo speciale che narra la fine della Guerra Sacra contro Ade, la seconda quando percepisce il Cosmo di Crono arrivare al Santuario, mentre la terza quando invia la sua armatura in difesa di Aiolia nel Tartaro dimostrandosi in grado di controllarla a distanza.
Sion dell'Ariete (先代・牡羊座のシオン?, Aries no Shion)
Sion era il Cavaliere d'Oro dell'Ariete durante l'ultima Guerra Sacra dei Cavalieri contro l'esercito del dio Ade, di cui fu l'unico sopravvissuto insieme a Dohko della Bilancia. Diventato Grande Sacerdote di Atena, fu poi ucciso da Saga che ne prese il posto e l'identità. Apparso per la prima volta in un capitolo speciale, il suo spirito torna brevemente per cercare di convincere Saga a liberare Shura dal controllo dell'Illusione Diabolica che il Cavaliere dei Gemelli aveva usato per garantirsi la fedeltà di quello del Capricorno.

### Cavalieri d'Argento e di Bronzo
I Cavalieri d'Argento e quelli di Bronzo sono gli altri due ranghi dell'esercito di Atena. Spesso fanno delle apparizioni cameo i cinque Cavalieri di Bronzo protagonisti del manga e dell'anime originale. In particolare a Seiya (il personaggio principale dell'opera originale) è dedicato un breve flash-forward che riprende la sua battaglia contro Aiolia alla Casa del Leone.
Marin dell'Aquila (鷲星座の魔鈴?, Eagle no Marin)
Maestra del protagonista della serie classica Seiya di Pegasus, Marin è il Cavaliere d'argento della costellazione dell'Aquila ed è costretta a portare una maschera per nascondere la sua femminilità. Appare per la prima volta per proteggere Lythos dagli uomini di Iperione, battendoli con la sua tecnica Eagle Toe Flash. Successivamente viene attaccata dal gigante Lava Rossa, ma viene poi salvata da Aiolia, il quale sembra avere una simpatia per lei (elemento non presente nel manga originale, ma presente nella serie televisiva).
Noesis del Triangolo (三角座のノエシス?, Toraianguru no Noeshisu, Triangulum Noesis)
Cavaliere d'argento della costellazione del Triangolo, viene ucciso dalla gorgone Euriale dopo averla avvistata con il suo allievo Retsu. Dopo che metà del suo corpo viene trasformato in pietra, egli usa il suo attacco, Tritos Spharaghisma nella speranza di indebolire la gorgone. Il resto del suo corpo successivamente si pietrifica e viene distrutto, tranne il suo lato destro dove il suo Cosmo continua ad abitare anche dopo la morte. Quando Retsu torna per distruggere il mostro il Cosmo e gli ultimi bagliori dell'anima di Noesis lo aiuteranno nella sua missione.
Retsu della Lince (山猫座のレツ?, Rinkusu no Retsu, Lynx no Retsu)
Allievo di Noesis e Cavaliere di Bronzo della costellazione della Lince, Retsu si reca ad affrontare la Gorgone Euriale con il suo maestro di cui però assiste impotente alla fine per mano del mostro mitologico, potenziato dal Cosmo dei Titani. Riuscito a dare l'allarme al Santuario, viene poi spronato da Aiolia (che si finge un semplice messaggero, sebbene la missione di eliminare Euriale sia stata assegnata a lui) ad affrontare la gorgone, riuscendo a distruggerla anche grazie all'aiuto degli ultimi bagliori dell'anima di Noesis. Riappare poi in Egitto, dove prima uccide uno smilodonte riportato in vita per effetto dal potere della clessidra di Crono e poi aiuta Misty della Lucertola a proteggere Miko Hasegawa, archeologa amica di Aiolia. Il suo colpo segreto è il Vento degli Artigli Fendenti.
Shaina dell'Ofiuco (蛇遣い星座のシャイナ?, Ophiuchus no Shaina)
Altro personaggio tratto dalla storia originale di Kurumada, Shaina è il Cavaliere donna dell'Ofiuco e appare ad aiutare Retsu a proteggere dei civili dalle bestie preistoriche riportate in vita dal potere della clessidra di Crono (la Sabbia Adamantina). Il suo colpo segreto è il Thunder Claw.
Misty della Lucertola (蜥蜴星座のミスティ?, Lizard no Misty)
Personaggio già apparso nella serie classica come nemico dei protagonisti, Misty ha il compito di fare da guardia del corpo a Miko Hasegawa in un Egitto sconvolto dal potere dei Titani, in modo che possa effettuare le ricerche sugli dei primordiali. Il suo colpo segreto è il Mavrou Trypa.

## Nemici dei Cavalieri di Atena

### Titani

Il gruppo dei Titani (escluso Crono) raffigurati dietro Aiolia

La stirpe dei Titani (ティターン神族?, Titān Shinzoku) è la "prima stirpe divina" generata da Gaia e Urano, e si compone di dodici individui: sei dei maschi (Iperione, Oceano, Giapeto, Crio, Ceo e Crono) e sei dee femmine (Tia, Teti, Temi, Mnemosine, Febe e Rea) e possiedono dei tratti somatici comuni come pelle scura e occhi dalle iridi rosse. Indossano delle armature donate loro direttamente da Gaia chiamate Soma, che prendono l'aspetto delle armi donate loro dalla Madre Terra per abbattere Urano ai tempi del mito.
Sconfitti nella guerra denominata Titanomachia nell'antichità e sigillati nel Tartaro con il loro popolo da Zeus, queste divinità si sono risvegliate nel presente grazie a Ponto, scontrandosi con i Cavalieri d'oro fedeli alla dea Atena per il possesso della Terra. Il loro obiettivo principale (oltre alla vendetta su Zeus) è quello di fare tornare sulla Terra i loro seguaci, ossia gli umani che all'epoca della guerra si schierarono con loro e vennero perciò esiliati con i loro dei nel Tartaro senza la possibilità di morire. Tuttavia, lo scopo per cui i Titani sono stati risvegliati dal dio Ponto e quello di farli combattere contro i Cavalieri e assicurare la rinascita di Gaia, attraverso l'assorbimento del Cosmo dei suoi stessi figli.
Crono (大神クロノス?, ookami Kuronosu)
Sovrano assoluto dei Titani, il primo di essi a comparire nella storia (sebbene sotto forma di uno spirito con sei braccia e una maschera di pietra sul volto), la sua Soma è la falce con cui uccise il padre Urano (la Megas Drepanon), ma a differenza di quelle dei suoi fratelli è custodita al Santuario protetta dal sigillo di Zeus, alla base della statua della dea Atena. Per recuperare la propria Soma decide di plagiare Saga approfittando della sua doppia personalità per spingerlo a uccidere Atena, ma il piano viene sventato da Aiolos del Sagittario. Tredici anni dopo Crono (con l'aiuto di Ponto) riesce nell'intento di sciogliere il sigillo utilizzando Aiolia (che possiede anche lui un Cosmo in grado di generare fulmini), perdendo però la memoria per mano della sorella Mnemosine (alleata di Ponto e Gaia), la quale gliela ridarà solo nel momento in cui (a causa dell'amnesia) il dio sembrava più disponibile a una convivenza pacifica fra il suo popolo e gli umani della Terra, in modo da scatenarne tutta la furia.
Ha un carattere egocentrico e arrogante e si considera l'unico sovrano legittimo della Terra, rifiutando addirittura di condividerla con altri(compreso il popolo dei titani di cui è re) e affermando che non esiste altro volere divino all'infuori del suo.
Il suo Cosmo controlla tutti gli elementi naturali (a parte il fulmine); i suoi attacchi comprendono il Telos Oracle, il Khaos Hyetos, l'Arkhein Phenomenon e il Boato di Tenebra. Dispone inoltre di una clessidra (la Sabbia Adamantina) con cui può alterare il corso del tempo e di tre giganti (Armatura di Giada, Belva D'Ambra e Drago di Perla, da lui indicati come suoi "Astri Protettori") come guardie del corpo personali.
Quando capisce che sta per perdere contro Aiolia mentre Ponto assorbe il suo cosmo per Gaia, Crono si lascia sprofondare nel Tartaro, e cede la sua Dunamis al dio Ade, re dell'oltretomba, per non lasciarla a Ponto; a causa di questa azione, il cosmo di Ade inizia a crescere preparandosi per la futura guerra sacra tra lui e Atena (che avverrà alcuni anni dopo, nell'ultima parte della storia originale).
Iperione il Nero (漆黒のヒュペリオン?, Shikkoku no Hyuperion)
Antico dio solare, Iperione è il primo dei Titani a tornare in vita e a comparire nella storia, poiché (a differenza dei suoi fratelli) fu intrappolato nel corpo di Apopi, da cui viene inconsapevolmente liberato da Aiolos e poi curato da Ponto con il proprio Ichor per circa dieci anni. I suoi poteri inizialmente sono legati al vento, poi si espanderanno arrivando a comprendere il vento solare e l'evocazione dell'uroboro, mentre i suoi attacchi comprendono l'Ebony Vortex, Gurthang Vortex, Helios Vortex, Helios Prominence, Prominence Blade e Ouroboros Prominence. Il suo simbolo è lo spadone (o grande spada) che usa anche in battaglia, mentre il suo astro è il sole di tenebra.
Caratterialmente Iperione è un soldato onorevole, fedele al proprio re e al proprio popolo. Seppur orgoglioso del suo essere divino, è anche pronto a riconoscere il valore degli esseri umani come suo fratello Ceo. Nel corso della storia si scontra diverse volte con Aiolia, e tra i due nasce una rivalità unita da un profondo rispetto reciproco.
A differenza degli altri Titani, Ponto considera Iperione degno di fare parte del nuovo mondo che verrebbe creato dal risveglio di Gaia, in cui dovrebbe essere il nuovo dio del Sole, ma il Titano (dopo avere appreso la verità su Mnemosine da un messaggio telepatico di Ceo) rifiuta preferendo restare a fianco del suo popolo e del suo re, scontrandosi un'ultima volta contro Aiolia, che riesce comunque a sconfiggerlo malgrado il potere rigenerativo evocato dal dio con l'uroboro, riducendolo in fin di vita. Ponto comincia allora a controllare il corpo del Titano grazie al sangue precedentemente donatogli, ma Iperione riesce a resistere e dona la sua Dunamis ad Aiolia, facendogli promettere di proteggere il suo re e il popolo dei Titani.
Ceo del Lampo Nero (黒雷のコイオス?, Kokurai no Koiosu)
Titano della conoscenza (il suo nome significa infatti colui che comprende), dio dell'asse della volta celeste e padre di Leto, Ceo è il terzo Titano a risvegliarsi; è considerato da Crono come il suo migliore assassino e ha un rapporto molto stretto con il fratello Iperione. La sua Soma è la spada da striscia (inizialmente tradotta con leipia, traslitterazione errata di raiper) e i suoi poteri sono legati al fulmine, sebbene nella sua forma impura, di colore nero. Insieme alla moglie Febe, Ceo controlla il Pianeta della Folgore.
Alla sua prima apparizione Ceo viene invitato da Crono per uccidere Shaka, intento a espandere il suo cosmo per rispedire nel Tartaro i mostri mitologici evocati dal cosmo oscuro dei Titani, ma si scontra con Aiolia finendo gravemente ferito. Seppur curato da Iperione e dall'ichor del fratello, le ferite di Ceo gli permettono di ricordare il passato, e nel suo successivo incontro contro Aiolia il suo scopo è quello di fare del Cavaliere del Leone un perfetto guerriero, considerando possibile la convivenza tra il popolo dei Titani e gli umani sulla Terra. Durante tale scontro rivela al Cavaliere di essere lui il vero creatore della forza che Zeus usò per sconfiggere i Titani (il Keraounos, ovvero il fulmine deicida), ma che gli venne rubata dalla traditrice Mnemosine, schieratasi con il re dell'Olimpo. Poiché Aiolia riesce a ridurlo in punto di morte durante lo scontro, il sigillo di Mnemosine su di lui viene meno e grazie ai suoi poteri di comprensione scopre i piani di Ponto, ma non essendo più in grado di difendersi Gaia ne assorbe completamente la forza, condannandolo al Tartaro; però il Titano riesce a donare il suo fulmine ad Aiolia prima di morire. I suoi attacchi sono l'Ebony Gale, Ebony Illumination, Sparkle Rapier, Ebony Plasma, Ebony Raiper e la Rotazione Planetaria.
Oceano, la Limpida Corrente (清流のオケアノス?, Seiryū no Okeanosu)
Voce: Kōsuke Okano
Titano in grado di controllare le correnti e i flussi d'acqua, si considera padrone della vita (in quanto essa nacque dal mare) e arriva nei pressi del Santuario per recuperare la spada di Crio. Dopo essersi scontrato con dei soldati che batte facilmente viene sfidato inizialmente da Aiolia. Viene poi affrontato da Camus, in quanto il Cavaliere dell'Acquario possiede il potere opposto al suo (cioè quello di fermare qualunque moto), riuscendo a impressionarlo a tal punto da convincere il Titano ad andarsene, lasciando però un portale di collegamento stabile tra la terra e il palazzo di Crono. La sua Soma ha l'aspetto di Due Daghe (che usa anche per attaccare) ed è il compagno della sorella Teti. Più avanti Ponto rivela che Oceano e Teti (all'epoca della Titanomachia) tradirono i loro fratelli, spingendo la propria figlia Stige a passare dalla parte di Zeus, pur restando personalmente in disparte nella faida divina; la loro prigionia nel Tartaro è quindi anomala e avvolta nel mistero. I suoi attacchi sono Thalassa Deluge, Stream Edge, Current Empact e Audge Hydror.
Giapeto delle Dimensioni (次元のイアペトス?, Jigen no Iapetosu)
Secondo Titano a comparire nella storia, possiede il potere di aprire varchi dimensionali (che può usare per spostarsi oppure per richiamare creature al suo servizio) e successivamente si mostra in grado di manipolare una sostanza nera chiamata "Chaos", una sostanza nera che lui definisce come ciò su cui poggia l'universo, mentre la sua Soma rappresenta una doppia lama, indicata dall'autore con il nome di Xiphos. È lo sposo di Temi (con cui controlla il pianeta Melas Planetes) e il padre di Prometeo e Atlante. Caratterialmente appare più rude e sadico dei suoi fratelli, ma questo suo carattere è frutto del dolore che prova per la punizione a cui Zeus ha sottoposto suo figlio Prometeo, e per l'odio che prova per gli esseri umani che considera degli ingrati che hanno dimenticato le sofferenze di suo figlio.
Fa la sua prima apparizione in Jamir dove si scontra con Mur evocando un ecantonchiro (che viene sconfitto dal Cavaliere dell'Ariete) e in seguito viene richiamato da Crono per il fatto che si è recato a combattere senza il suo permesso. Successivamente rapisce Lythos per attirare Aiolia nel Tartaro, dove l'affronta insieme a Temi e al pianeta da loro presieduto. Durante la battaglia assorbe l'energia degli abitanti di Melas Planetes per diventare più forte (trasformandosi in un dio mutante), che però ha l'effetto opposto (in quanto per farlo ha letteralmente ucciso il suo pianeta causando il risentimento dei suoi abitanti, che lo hanno abbandonato, indebolendolo) e Temi si offre quindi a lui come unico sostegno, Giapeto quindi la uccide assorbendola e si dichiara un diavolo. Aiolia riesce a riportarlo alla normalità e Giapeto per ringraziarlo gli offre il suo Ichor, guarendo le ferite del Cavaliere per poi sprofondare nel Tartaro insieme alla sua amata.
I suoi attacchi comprendono il Kohra Temnein, Khaos Kyklos, Khaos Blade e Khaos Prosbole.
Crio, la Galassia (星漢のクレイオス?, Seikan no Kureiosu)
Quarto Titano maschio ad attaccare i Cavalieri, Crio appare durante lo scontro a Gravena tra Shura e le truppe dei Titani guidate dal gigante Lama Cinerea, che uccide per risparmiargli l'onta di morire per mano di un umano. Caratterialmente è un guerriero violento, ma dotato di senso dell'onore e pronto a morire per il suo sovrano, senza permettere a nessuna emozione di distrarlo dalla sua missione. A differenza dei fratelli Iperione e Ceo non pensa che gli dei debbano curarsi degli uomini. La sua Soma è una Shamshir, che usa per sferrare l'attacco Aster Blade, in grado di assorbire il Cosmo e il sangue del nemico. A differenza degli altri Titani Crio non è sposato con una delle sue sorelle, ma con la dea marina Euribia (figlia di Ponto) e possiede un suo pianeta personale chiamato Aster Shield, che in battaglia usa come scudo. Unendo l'Aster Blade al suo sangue può creare la sua arma più potente: la Divina Spada Azzurra.
Il suo primo combattimento con Shura avviene sulla Terra, dove la spada del Titano riesce a tenere testa all'Excalibur del Cavaliere, che però riesce a vincere e a spezzare l'Aster Blade. Il secondo scontro con il Cavaliere è nel Tartaro, in un ambiente formato da blocchi di oricalco che il dio usa anche come arma. Durante il combattimento si accorge del fatto che più viene ferito, più il suo Cosmo e la sua Dunamis vengono assorbiti, e dopo essere stato sconfitto da Shura decide di donargli il suo Ichor affinché possa riprendere le forze.
Rea (レア?, Rea)
Moglie di Crono e madre di Zeus, Rea è stata imprigionata nel Tartaro per essere rimasta a fianco dell'amato marito, durante la Titanomachia, per poi essere liberata da Ponto insieme a Crio, Oceano e le altre titanesse. La sua Soma ha la forma di un Katar e possiede la capacità di evocare mostri leggendari (come l'Idra) ma anche di creare mostri elementari (come la Salamandra o i serpenti di terra evocati con l'attacco Ge Python). Viene successivamente trasformata in pietra, ma si ignora chi o cosa sia il responsabile di ciò.
Febe (ポイベ?, Poibe)
Compagna di Ceo, quindi madre di Leto e nonna di Apollo e Artemide, la cui Soma ha l'aspetto di un falcione. Non si sa altro su di lei, in quanto Ceo chiede di potere usare il loro pianeta per combattere da solo contro i Cavalieri di Atena, sebbene ella si ritenga offesa da tale richiesta in quanto ritiene che il marito la consideri debole, ma poi comprende che vuole sacrificarsi per garantire un miglior futuro a lei, agli altri Titani e al loro popolo.
Temi (審判の神 テミス?, shinpan no kami Temisu)
Titanessa della giustizia, fedele moglie di Giapeto e madre di Prometeo; la sua Soma ha l'aspetto di una lancia ed è in grado di materializzare una bilancia sui suoi nemici, il cui peso aumenta ogni volta che l'avversario cerca di liberarsi ed è la manifestazione fisica delle loro colpe e peccati. Ha una personalità molto rude verso i nemici e il suo principale desiderio è quello di liberare il figlio Prometeo dal castigo inflittogli da Zeus. Assieme al marito custodisce il pianeta denominato Melas Planetes, con cui l'assiste durante la battaglia contro Aiolia nel Tartaro. Per potere assicurare la vittoria del proprio compagno, decide quindi di sacrificarsi diventando la sua arma. I suoi attacchi sono il Barberus Balde e il Barberus Talton. Insieme al marito può usare il loro pianeta per l'attacco Hex Aster Xiphos.
Teti (テテュス?, Tetyusu)
Compagna di Oceano e madre di Stige, che all'epoca della prima Titanomachia spinse con il marito a passare dalla parte di Zeus. La sua Soma ha la forma di un martello (per la precisione uno Sledgehammer o martello da fabbro).
Tia (テイア?, Teia)
Titanessa fedele a Crono. La sua Soma è una balestra. A giudicare dalle parole di Crio dovrebbe essere la moglie di Iperione, in quanto (a differenza sua e di Mnemosine) tutti i Titani si sono sposati fra loro.
Mnemosine (ムネモシュネ?, Munemoshune)
Titanessa della memoria, alleata di Ponto e Gaia, la sua Soma rappresenta un'ascia. Nei tempi antichi tradì i Titani e si unì a Zeus generando le Muse, per poi essere anch'essa imprigionata (motivi sconosciuti) dal suo amante dopo la Titanomachia con i suoi fratelli. In quanto padrona della memoria può cancellarla o manipolarla a suo piacimento, persino quella dei suoi fratelli Titani creando un sigillo che impedisca ai loro corpi di ricordare la vera potenza divina di cui dispongono; solo in punto di morte (come scoprirà Ceo) questo sigillo viene meno. Essa è anche la vera responsabile dell'amnesia di Crono, subito dopo la liberazione del suo corpo mitologico.
Prima che rivelasse il suo vero ruolo Mnemosine era disegnata con un'espressione distaccata e impassibile, che è stata poi sostituita da una più sprezzante e diabolica.

### Giganti
I Nove Giganti Guerrieri (ギガス兵神?, Gigasu Hyōshin, lett. Le nove guardie Giganti divine) sono nove giganteschi dei al servizio dei Titani e di Crono, in particolare i tre più potenti servono il dio come suoi Astri protettori (da lui evocati nella sua battaglia finale contro i Cavalieri d'Oro). Nell'era mitologica furono sigillati nel Tartaro per mano di Zeus, e vengono risvegliati da Crono dopo che Iperione gli fa notare che per riportarlo in vita è necessario ogni alleato. Poiché sono divinità i loro corpi sono in grado di resistere a temperature molto elevate, rispetto agli umani.
Nell'edizione originale giapponese i nomi dei giganti sono scritti in ideogrammi con la pronuncia forzata in greco tramite il furigana, mentre in quella italiana i nomi sono invece tradotti. Si può notare come i Giganti apparsi sulla Terra possiedano il nome legato a dei colori (rosso, azzurro, nero, bianco e grigio cenere), mentre quelli nel Tartaro a delle pietre preziose (rubino, giada, ambra e diamante).
Lava Rossa (紅の溶岩?, Poinkusu Ryuakusu, Phoinikeos Rhuax)
Primo gigante al servizio di Crono a comparire nella storia. Giunge al Santuario insieme a Fiamma Azzurra riuscendo a mettere in difficoltà Marin, ma viene poi battuto da Aiolia.
Ha una forza fisica sviluppata ma non sembra avere colpi segreti, e la sua armatura ha l'aspetto di una semplice protezione di cuoio.
Fiamma Azzurra (群青の炎? Kyuanosu Purokusu)
Gigante che si intrufola nel Santuario insieme a Lava Rossa per recuperare la Megas Drepanon.
Ha i capelli bianchi e un'armatura che rappresenta uno strano animale (forse un lupo o un drago) e dei Giganti mostrati con un'armatura è l'unico di cui vediamo il volto.
Viene fermato da Shaka, ma su richiesta di Death Mask viene fatto proseguire fino alla casa del Cavaliere del Cancro dove viene sconfitto con incredibile facilità da Death Mask che lo uccide con l'Onda Infernale del Tseih She Ke.
Colpi segreti: Fusione Lavica e Fruste Fiammegianti.
Fulmine Nero (黒の雷?, Merāsu Burontē, Melas Bronte) e Vento Bianco (白の風?, Reukotēsu Anemosu, Leukotes Anemos)
Sono due Giganti che attaccano Shaka e Aiolia alla casa del Nirvana, ma vengono subito battuti dal Cavaliere della Vergine. Indossano due armature uguali che gli coprono tutto il corpo, esclusione fatta per il colore (rispettivamente nera e bianca).
Lama Cinerea (灰色の刃?, Paiosu Supatē, Phaios Spathe)
Gigante che si scontra con Shura nel corso di un attacco dell'esercito dei Titani nella regione Grevena; nonostante egli stesso combatta usando spade che risiedono nel suo braccio, non può niente contro l'Excalibur di Shura. Prima che egli possa vibrare il colpo di grazia però, Lama Cinerea viene dilaniato dall'Aster Blade di Crio, in modo da risparmiargli l'umiliazione di essere ucciso da un essere umano.
Colpo segreto: Artigli da guerra
Ferro Cremisi (紅玉の鉄?, Antorakuma no Jigīrosu, Anthrakma Zugylos)
Gigante che attacca Aiolia e Afrodite appena entrati nel Tartaro, dotato di una mazza ferrata che con bagliori e vibrazioni sembra essere in grado di distruggere oggetti ed esseri viventi. Della stessa capacità sono dotati i suoi pugni. Nonostante ciò viene battuto dalla Piranhan Rose e dalla Royal Demon Rose del Cavaliere dei Pesci.
Colpi segreti: Mazza splendente e Braccia di Folgore.
Armatura di Giada (翡翠の鎧?, Nefurithisu Hopurisuma, Nefrithis Holipsma, traducibile anche in lett. Armatura di nefrite)
Astro Tutelare di Crono con l'aspetto di una gigantesca armatura di forma umanoide e il suo attacco segreto è il Dunamis Pelkys. Viene sconfitto da Aldebaran e Shura.
Belva d'Ambra (琥珀の獣?, Ērekutoron Tēru, Elektron Ther)
Uno dei tre astri tutelari di Crono con l'aspetto di un gigantesco leone che emana dalla sua bocca onde di energia. Il suo attacco è il Dunamis Ondus. Viene battuto da Shaka.
Drago di Perla (真珠の龍?, Marugarītēsu Dorakōn, Margarites Dracon)
Uno dei tre Astri Tutelari di Crono. Ha la forma di un drago corazzato serpentiforme con una coda a forma di mano ed è in grado di controllare l'acqua. Viene atterrato da Camus e Milo e il suo colpo segreto è il Dunamis Pneuma. A differenza dei suoi due fratelli Drago di Perla dimostra anche interesse per gli umani, riconoscendone anche il valore.

### Gruppo di Gaia e Ponto

Ponto dietro Aiolia sulla copertina del numero 22

Gaia (ガイア?, Gaia)
Dea della Terra, madre di Ponto, di Urano, dei Ciclopi e dei Titani e creatrice delle Soma. Da millenni vive sigillata nel Tartaro all'interno di una fontana. Ponto vuole liberarla e farla tornare al potere sacrificando i Titani contro i Cavalieri d'Oro, in modo che Gaia possa assorbire il Cosmo dei suoi figli.
Ponto (ポントス?, Pontosu)
Voce: Hiroki Yasumoto
Dio del mare e figlio di Gaia, risvegliato inconsapevolmente da Aiolos alla fine del Volume 0. Il suo scopo è quello di sacrificare i Titani (a esclusione della sua alleata Mnemosine) affinché sua madre (unico essere per cui dimostri una forma d'amore) possa tornare in vita assorbendone la Dunamis (il Cosmo degli dei) e riportare la Terra nelle mani degli dei che la crearono.
Indossa un'armatura chiamata Ars Magna e possiede un calderone tramite cui può vedere attraverso il tempo e lo spazio. I suoi poteri gli consentono di spezzare i legami fra gli atomi e di potere esercitare una pressione sui corpi nemici come senza sforzo e comunicare a distanza attraverso simulacri creati con il suo ichor, grazie al quale può anche controllare un morente Iperione. I suoi attacchi sono il Melas Helix e il Melas Kyma. Fino al risveglio dei Titani e alla rivelazione dei suoi piani era disegnato con il volto in ombra, seppur sporadicamente si riusciva a distinguerne i lineamenti.
Prometeo (プロメテウス?, Purometeusu)
Dio che portò il fuoco agli esseri umani, figlio di Giapeto e Temi, appare con due grandi ali nere ma non è chiaro come le abbia avute. Ha scelto di unirsi a Ponto e Gaia ritenendola la cosa migliore per il pianeta, tuttavia nutre comunque dei dubbi.
Lo sconosciuto
Una misteriosa figura che aiuta Lythos e Crono a scappare (presentandosi come la loro "speranza" dopo avere citato il mito di Pandora), in modo che poi Mnemosine possa fare piombare il cuore del re dei Titani nella disperazione. Si ignora la sua vera identità.

### Nemici minori
- Il ribelle del santuario (anche chiamato "terrorista" dagli uomini del governo statunitense) è un ex-aspirante Cavaliere, a cui è stato negato il diritto di diventare tale perché ritenuto troppo violento. Per vendicarsi sul santuario decide quindi di sabotare la centrale nucleare di Three Mile Island in modo da fare scoppiare una crisi globale, e ben sapendo che il Grande sacerdote avrebbe mandato un Cavaliere a fermarlo, in quanto è sua intenzione sconfiggerlo dopo avere mostrato il proprio valore.
Viene poi ucciso da Aiolia, dopo che John Black si sacrifica per salvare il ragazzo, sebbene all'interno della barriera generata dal Cosmo del Cavaliere non ci fosse alcun pericolo[10].
- Statua di Anubi: è una statua del dio egizio Anubi affrontata da Aiolia in Egitto, durante l'esplorazione con Miko della tomba venuta alla luce dopo la costruzione della diga di Assuan, e come altri soldati di pietra è animata per effetto dell'ichor che imprigiona Apopi. La statua era già apparsa in un capitolo speciale dove Ponto indaga sul passato del Cavaliere del Leone, sebbene in tale capitolo (pubblicato prima del Volume 0) il ragazzo è già Cavaliere, a differenza di quanto riportato nel volume speciale.
- Ombre: un esercito di ombre non meglio precisate che propongono a Saga di unirsi a loro per conquistare il mondo nel capitolo speciale a lui dedicato. Il Cavaliere di Gemelli rifiuta, e riesce a batterli malgrado la loro natura incorporea.[11]
- Esercito del dio sole (太陽神軍?, Taiyōshin gun): sono i guerrieri agli ordini del dio egizio del Sole. Indossano armature in stile egizio e come armi usano le spade del Sole in grado di creare un raggio di calore di oltre un milione di gradi. Vengono battuti da Aiolos in un capitolo speciale, riportato in seguito nel volume 0[12]. Poiché dopo la loro sconfitta il loro corpo va in pezzi, facendo fuoriuscire l'acqua che li teneva in vita (acqua che potrebbe essere l'ichor della bara di Ponto).
- Ecatonchiro (ヘカトンケイル?, Hekatonkeiru): Mostro mitologico figlio di Gaia con cento mani e cinquanta teste. Viene evocato da Giapeto nel combattimento contro Mur e battuto dal Cavaliere dell'Ariete. Il titano lo usa per sferrare gli attacchi Hekaton Menis ed Hekaton Molybdaina.
- Il Minotauro (ノタウロス?, Minotaurosu): Mostruoso figlio del re Minosse, riportato in vita dal sacrificio del padre che gli dona la sua energia attraverso la maschera del toro. È gigantesco e indossa un'armatura a lui proporzionata e la sua arma è un'ascia bipenne. A giudicare dal suo corpo semi-trasparente, è probabile che sia un fantasma. Viene sconfitto da Aiolia, che nell'ucciderlo gli dimostra compassione per la sua situazione di mostro.
- Re Minosse (ミノス王?, Minosu Ō): Fantasma del mitico re di Creta, riportato in vita dal Cosmo dei Titani, in grado di resuscitare coloro che nutrono astio nei confronti della Grecia, e appare come uno scheletro, dotato di sei braccia.
Rapisce (come nel mito) sette bambini e sette bambine per offrirle al Minotauro, in modo da riportarlo in vita, ma viene sconfitto da Aiolia. Prima di morire riesce però a riportare in vita il suo gigantesco figlio trasmettendogli la sua energia vitale attraverso la maschera del toro esposta al Museo archeologico di Iraklio (maschera realmente esistente). Non è da confondere con l'omonimo Specter apparso nel manga originale e in Lost Canvas.
- Euriale (エウリュアレ?, Euryuale): Una delle tre sorelle Gorgoni in grado di pietrificare con lo sguardo. Dopo essere scomparsa per molti secoli riappare in una grotta del Sichuan, per effetto del richiamo del cosmo dei Titani verso coloro che provano astio nei confronti della Grecia. Riesce a uccidere facilmente il Cavaliere del Triangolo (Noesis), il quale però riesce a indebolirla con il suo colpo segreto che permetterà in seguito al Cavaliere di Bronzo Retsu, allievo dello stesso Noesis di ucciderla.
- Ettore (ヘクトル?, Hekutoru, Hector): Eroe troiano della guerra di Troia, ucciso da Achille e riportato in vita da Ponto. Dimostra una forza superiore a quella dei normali esseri umani, riuscendo dopo la sua resurrezione a distruggere dei carri armati usando solo la sua lancia. Poiché a ucciderlo era stato Achille, un protetto di Atena, decide di sfidare uno dei Cavalieri della dea per cancellare la sua sconfitta dalla storia, trovandosi quindi a combattere contro Milo, che non riesce a battere, ma che comunque gli promette di portare con lui il suo ricordo, permettendo all'eroe troiano di morire sereno.
Visto il modo in cui va in pezzi il suo corpo dopo la sconfitta è probabile che il corpo di Ettore fosse di pietra, ma non ci sono conferme.
- Idra: Mostro evocato da Rea dopo che Aiolia distrugge i suoi serpenti di terra. Viene ucciso da Aldebaran che ne distrugge la testa centrale, dove risiede il potere rigenerativo della creatura.
- Salamandra (炎の精霊?, saramandā, lett. spirito di fuoco indicato anche come Lucertola di fuoco): Spirito elementale del fuoco evocato da Rea nel Tartaro per scongelare la porta che dà sulla Terra. Viene battuto da Camus.
- Tifone (テュポン?, Typhon): Mostruoso gigante figlio di Gaia della mitologia greca (mezzo uomo e mezzo serpente, con cento draghi neri tra i capelli) compare in un capitolo speciale dedicato ad Aiolos. Possiede un attacco chiamato Vampe di Folgore e può mutarsi in un ammasso di vento.
Riesce a liberarsi parzialmente man mano che l'efficacia dei sigilli di Zeus viene meno, riuscendo così a provocare una tempesta che investe una barca da cui il Cavaliere del Sagittario riesce a salvare solo il giovane Cliff, per poi uccidere il dio concentrando il cosmo del padre del ragazzo e degli altri membri dell'equipaggio della barca nella sua freccia.[13].
Non è da confondere con il personaggio omonimo del romanzo Gigantomachia, sebbene siano entrambi ispirati alla stessa figura mitologica.
- Apopi (アポフィス?, Apofisu, Apophis): Antagonista finale del volume 0. Viene presentato come il precedente dio egizio del Sole, prima di essere detronizzato da Ra di cui divenne l'eterno nemico. Ha le sembianze di un gigante dal corpo umano femminile, dotato di molte teste di serpente nere come la notte e non sembra dotato di parola.
Per motivi sconosciuti nel corpo del dio egizio fu imprigionato il titano del Sole Iperione.
Nel XX secolo Apopi viene richiamato insieme ad altri spiriti dal Cosmo di Ponto, quando la tomba in cui era rinchiuso il dio primordiale del mare viene notata dall'archeologa Miko Hasegawa. In seguito ai lavori per la diga di Assuan l'entrata per la tomba viene aperta e Aiolos viene mandato in Egitto per proteggere la ragazza e investigare, poiché i lavori della diga hanno indebolito il sigillo[9]. Viene sconfitto da Aiolos evocando la luce del Sole (suo unico punto debole) ma la sua sconfitta permette il ritorno di Ponto.[9]

## Altri
John Black (ジョン・ブラック?, Jon Burakku)
Negoziatore del governo americano, inviato con Aiolia a cercare di negoziare con il terrorista responsabile dell'incidente di Three Miles Island. Muore proteggendo il giovane Cavaliere, aiutandolo a capire l'importanza dell'altruismo.
Lythos Crysalis (リトス クリサリス?, Ritosu Kurisarisu)
Voce: Chiwa Saitō
Ragazzina dolce, servitrice di Aiolia sebbene il Cavaliere la consideri come una sua sorella minore. Viene spesso usata come personaggio comico (essendo tra le altre cose una pessima cuoca e venendo inizialmente scambiata da Aiolia per un bambino). Viene rapita da Giapeto e portata nel Tartaro, dove diverrà amica di Crono, almeno finché il dio non recupererà la memoria.
Galarian "Galan" Steiner (ガラリアン・シュタイナー ?, Gararian Shutainā)
Voce: Kōji Yusa
Servitore di Aiolia nella casa del Leone e amico di Aiolos. Un tempo candidato all'armatura d'oro che sarà di Aiolia, perde ogni diritto dopo avere cercato di rubare l'ichor di Atena per salvare sua madre morente, venendo imprigionato e condannato a morte combattendo contro un guerriero a sua scelta, che lui sceglierà essere Aiolos. A seguito dello scontro Galan sopravviverà, perdendo però il braccio (rimpiazzato da una protesi metallica) e l'occhio destro.
Miko Hasegawa (長谷川美子?, Hasegawa Miko,  chiamata Yoshiko nella pubblicazione su rivista)
Archeologa giapponese che trovò le rovine della tomba in cui era rinchiuso Ponto a seguito dei lavori della Diga di Assuan nel 1973. Aiolos le viene assegnato come accompagnatore per proteggerla durante l'esplorazione delle rovine, e Miko assisterà alla distruzione del dio egizio Apopi per mano del Cavaliere d'Oro. Anni dopo verrà incaricata dal Santuario di svolgere ricerche sui luoghi dove potrebbero essere nascoste le altre divinità primordiali, e le vengono quindi assegnati Misty e Retsu a proteggerla.
Gigante di Pietra
Gigantesca statua creata dal padre di Lythos che contiene al suo interno l'anima del suo creatore, il quale ha deciso di rimanere insieme alla figlia per non lasciarla sola. Troverà la pace grazie ad Aiolia che gli promette di prendersi cura della bambina.
Cliff O'Kents (クリフ・オケントス?, Kurifu Okentosu)
Figlio del capitano di una nave affondata a causa del potere scatenato dal risveglio di Tifone, viene salvato da Aiolos che era stato mandato dal Santuario per distruggere il gigante prima che riuscisse a liberarsi dei sigilli di Zeus.
Euribia (エウリュピア?, Eurypia)
Figlia di Ponto e sposa del Titano Crio, contatta inutilmente il marito chiedendogli di lasciare il campo di battaglia e di venire a vivere con lei in fondo al mare, in quanto intuisce che il piano del padre nasconde un doppio fine e non è volto al bene dei Titani.
Kanon del Dragone Marino (海龍のカノン?, Shī Doragon no Kanon)
Fratello gemello di Saga, nonché uno degli antagonisti della seconda parte della storia originale. Fa la sua apparizione in un breve capitolo speciale a lui dedicato dopo avere ottenuto la carica di generale di Poseidone.

## Introdotti in Episode G Assassin
Yoshino Hino (火野吉乃?, Hino Yoshino)
Una giovane liceale giapponese che si trova coinvolta nello scontro tra Shura e lo uno spettro assassino che ha provocato un'esplosione a Shinjuku dietro compenso per uccidere il segretario di un politico.
 Secondo quanto rivelato da Alice (che sembra conoscerla da molto tempo) Yoshino sarebbe il tesoro segreto che andrebbe al vincitore della "guerra delle spade sacre", ma cosa questo voglia dire non è ancora stato precisato.
Kokuto

### Gilda dei Senza volto
Mummia piromane
Spettro di un criminale dotato di pirocinesi, di aspetto simile a una mummia vestita di rosso. Pur morto da 3000 anni, continua a usare il suo potere per compiere omicidi su commissione. Viene ucciso definitivamente da Shura.
Il suo attacco è il Spontanues Human Combustio.

### Gladiator
I Gladiator (剣闘士?, guradiētā) vengono introdotti come un gruppo di guerrieri erranti senza padrone ispirati a personaggi della mitologia o delle saghe epiche, e ognuno di loro possiede una spada che al comando "Curse Sword Activate" può trasformarsi in armatura. In quanto Sacred Sword Holder (cioè possessori di spade sacre) come Shura l'obbiettivo di ognuno di loro è quello di battere gli altri partecipanti al torneo noto come "guerra delle spade sacre" e vincere per affermare la potenza della propria arma.
Successivamente vengono però rivelati essere guerrieri di Tomoe (la Chaos Atena) in attesa di risvegliarsi come suoi Cavalieri d'Oro.
Lancelot (ランスロット?, Ransurotto)
Un tempo cavaliere alla corte di re Artù, dopo avere ucciso i suoi compagni con la spada Arondight (da allora nota come "Spada del tradimento") è divenuto un Gladiatore solitario che combatte per rendere la sua spada l'unica arma meritevole del titolo di spada sacra, combattendo contro le altre armi leggendarie che portano questo nome (fra cui Excalibur, detenuta da Shura) nella "Guerra delle spade sacre".
Sconfitto infine da Shura al loro secondo scontro, si rivelerà poi essere il Cavaliere d'Oro del Cancro al servizio di Tomoe.
Ronald (ローラン?, Rōran)
Nipote del re Carlo Magno, di cui un tempo era paladino, e possessore di Durandal (la "spada indistruttibile"). Affronta Shura a Kyoto e possiede il potere di entrare in modalità "spadaccino folle", diventando così l'Oralndo Furioso e incrementando il suo potere. Riesce a stento a prevalere su Shura, ma poi si allontana dopo l'intervento di Aiolia.
Alice (アリス?, Arisu)
Trasposizione dell'omonimo personaggio dei libri di Lewis Carroll, appare per la prima volta Kyoto davanti a Yoshino insieme alla Lepre Marzolina, Alice rivela di avere viaggiato per molti tempi, mondi e dimensioni alla ricerca di Yoshino, a cui sembra legata da un non meglio precisato legame. È la detentrice della spada Vorpal.
Sigdur (シグルス?, Shigurusu)
Eroe della mitologia nordica, nipote di Odino, e possessore di Garm, "la spada dell'urlo", e ha anche la possibilità di evocare il potere anche della lancia del nonno, Ganguir. Assolda il terzo dei senza volto per fare uscire il possessore di Excalibur (Shura, ma a causa dello sfasamento spazio temporale anche Shiryu) allo scoperto. Successivamente viene sconfitto da Seiya di Pegasus e prelevato da Aiolos, in attesa che si risvegli come Cavaliere di Tomoe.
Paracelsus (パラケルスス?, Parakerususu)
Alchimista e possessore di Azoth, la spada dell'inizio e della fine. Pur essendo un Gladiator ha scelto di offrire i suoi servigi di guaritore al Santuario, e segretamente vorrebbe la scomparsa degli altri partecipanti alla guerra delle spade sacre. Sotto il falso nome di Philipp si presenta a Yoshino e Natassia, per poi avvicinarsi a Shura e spiegargli quali saranno gli effetti del tempo impazzito sul suo corpo.
In quanto alchimista possiede la capacità di erigere barriere che non permettono di percepire il Cosmo altrui.